# 延基韦省
延基韦省（西班牙語發音：[ʝanˈkiwe] ⓘ），智利南部湖大区（X）省份之一。总面积14,876.4km2（5,743.8sq mi），总人口321,493（2002年），其中城市人口232,962，总人口密度22/km2。省会位于蒙特港。

## 行政
兰奇胡亚省政府首脑为省长，由智利总统委任。兰奇胡亚省包含9个市镇。
- 卡尔布科
- 科查莫
- 弗雷西亚
- 弗魯蒂亞爾
- 延基韦
- 洛斯穆埃尔莫斯
- 毛林
- 蒙特港
- 巴拉斯港